# アベコベ時代
『アベコベ時代』（あべこべじだい、原題：Advance and Be Mechanized）はトムとジェリーの短編作品の一つ。1967年製作。制作はチャック・ジョーンズ。

## 作品内容
遠い未来世界。舞台は、全体がチーズで構成された惑星。トムはチーズ鉱山で、採掘用ロボットの管理業務（チーズ鉱山の盗みを取り締まる警察官も兼ねている）についている。一方、ジェリーも惑星に忍び込み、ネズミ型ロボットを操ってはチーズを失敬していた。
監視カメラでそれを発見したトムは早速ネコ型ロボットを繰り出した。ネコ型ロボットはジェリーの巣穴に戻ろうとしたネズミ型ロボットを分解してチーズを取り出した。
その後、食事の時間になってトムはロボット達の列に並ぶが、自動販売機から出てきたのはオイルだった。そこで巣穴から出てきたジェリーを食べようと、ジェリーを追いかけ始めた。ジェリーが逃げ込んだ場所は運悪くサンドイッチを作っている自動販売機の中だった。マスタードをかけられて頭の毛が抜けたジェリーはそのマスタードの容器をサンドイッチに挟んだ。そのサンドイッチを食べたトムはあまりの辛さに驚愕した。
管理業務に戻ったトムはまたしてもネズミ型ロボットを発見し、再びネコ型ロボットを繰り出した。ネコ型ロボットはネズミ型ロボットとの追いかけっこの末、壁に激突して不機嫌になる（このシーンは「未来戦争」の使いまわし）。
管理室に戻ってきたトムは、ネコ型ロボットが自分の居場所にいることに驚く。ひどい目に遭ったネコ型ロボットが反乱を起こしたのだ。トムはネコ型ロボットに機械を取り付けられ、ネコ型ロボットの操作するままに動くロボットにされた。それを見たジェリーは大笑いするが、ネズミ型ロボットも反乱を起こし、ジェリーも同じようにロボットにされた。トムとジェリーはネコ型ロボットとネズミ型ロボットに操られるがままに喧嘩をする羽目になったのであった。

## 登場キャラクター
トム
ネズミロボのチーズ横取りを取り締まるべくネコ型ロボを出動させるが、最後はそのロボに操られてしまう。
ジェリー
トムの攻撃を巧みにかわしてネズミロボにチーズを横取りさせるが、最後はそのロボに操られてしまう。
ネコ型ロボット
トムが監視モニターでチーズを横取りするネズミ型ロボを見つけたため捕獲を命ぜられ出動。ネズミロボを捕まえて分解しチーズを取り出す。再度ネズミロボを追いかけると壁にぶつかってしまい、最後はトムが座る監視席を乗っ取ると同時に本物のトムを自ら操った。
ネズミ型ロボット
ジェリーに命ぜられて「チーズ横取り」に出動するが、ネコ型ロボに捕まり分解されてしまう。最後は本物のジェリーを自ら操った。
採掘用ロボット
チーズ鉱山でチーズを採掘する仕事に従事しており、ネコ型ロボやネズミ型ロボと違って何台もいる。食事の際はオイルを飲む。

## 日本でのテレビ放映
1980年頃、日本テレビ系「木曜スペシャル・おかしなおかしな トムとジェリー 大行進」の枠内で放映され、その後も再放送された。DVDにも収録。